# Oskar Maria Graf
Oskar Maria Graf (Berg, 22 de juliol de 1894 - Nova York, 28 de juny de 1967) va ser un escriptor germano-estatunidenc. Les seves novel·les Der Abgrund ("L'abisme") (1936) i Anton Sittinger (1937) es troben entre les "anàlisis literàries més perspicaços de la relació entre la petita burgesia i el feixisme".